# Mareuil-Antiklinale
Die Mareuil-Antiklinale, auch Mareuil-Meyssac-Antiklinale, ist eine tektonisch bedingte Aufwölbung im sedimentären Schichtenverband des nordöstlichen Aquitanischen Beckens. Die Struktur folgt einer nordwest-südöstlichen Richtung. Erste Bewegungen an ihr sind wahrscheinlich schon im Turonium erfolgt.

## Geographische Lage

Geologische Karte des Antiklinalzentrums bei Sainte-Croix-de-Mareuil
Fortsetzung der Struktur nach Mareuil en Périgord

### Beschreibung der Struktur
Die Antiklinale wurde nach der Kleinstadt Mareuil im Nordwesten des Départements Dordogne benannt. Das eigentliche Zentrum der Struktur liegt aber etwas weiter nordwestlich bei Sainte-Croix-de-Mareuil. Die Antiklinale zeigt im Grundriss eine gestreckte, birnenförmige Gestalt, deren NW-SO-streichende Längsachse 5 Kilometer erreicht (Grenze Cenomanium/Turonium als Bezugshorizont). Die Breitenausdehnung beträgt nur 2 Kilometer. Die Struktur ist doppelt asymmetrisch, mit einer steiler einfallenden Nordost- und Nordwestflanke. Sie wird außerdem entlang der Nordostflanke von einer Störung begleitet, der Mareuil-Störung, die von La Rochebeaucourt bis nördlich von Brantôme zieht. An dieser Störung wurde die Nordostflanke der Antiklinale aufgeschleppt, der Versatz beträgt in etwa 30 Meter.
Am Südostende der Antiklinale bei Mareuil kreuzen mehrere Querbrüche, die zu lokalen Verkippungen des Schichtenverbandes führten. Auffallend ist ihre Anordnung als sogenannte Riedels (in R- und R'-Stellung) und die daher möglicherweise auf eine Scherzone im tieferen Untergrund hindeuten.

## Regionaler Zusammenhang

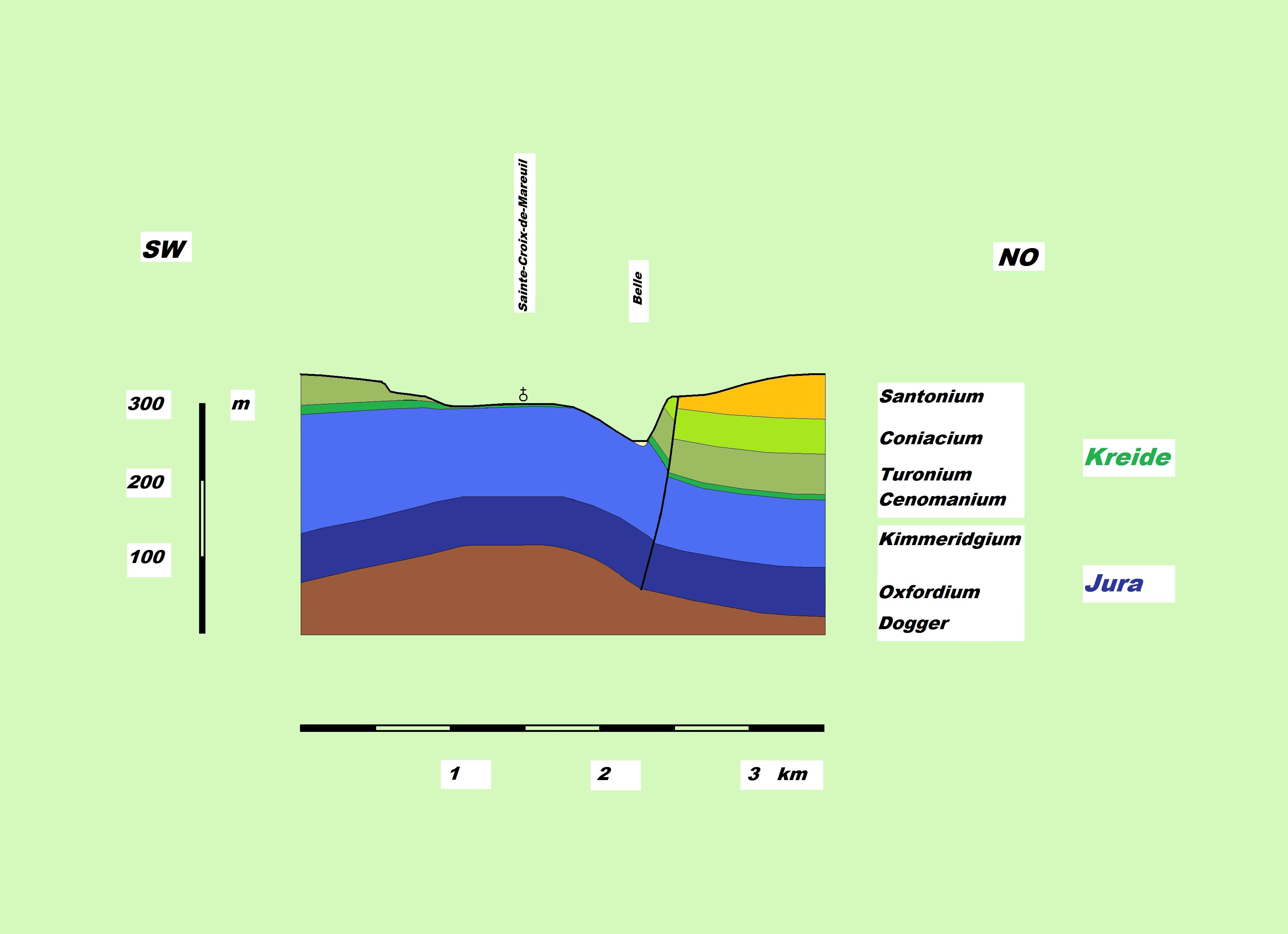
Profilschnitt durch die Mareuil-Antiklinale – mit starker Überhöhung

Die Mareuil-Antiklinale bildet vom Beckenrand aus gesehen die erste Hochzone im nordöstlichen Aquitanischen Becken. Sie ist etwa 15 Kilometer vom Beckenrand entfernt. Die Sedimentbedeckung über dem Grundgebirge beträgt in der Antiklinale rund 400 Meter. In der nordöstlich vorgelagerten Synklinale (Combiers-Saint-Crépin-de-Richemont-Synklinale) erreicht die Sedimentmächtigkeit bereits 500 Meter. Es folgt südwestlich anschließend die Gout-Rossignol-Léguillac-Synklinale mit zirka 700 Meter Sedimentmächtigkeit. Der nächste, in etwa parallel verlaufende Antiklinalzug, die La-Tour-Blanche-Antiklinale, folgt auf die Mareuil-Antiklinale 8 Kilometer weiter südwestlich. Die Sedimenthülle ist hier schon auf fast 1000 Meter Mächtigkeit angewachsen.
Die Mareuil-Antiklinale ist eine großräumige Struktur, die sich nach Nordwesten als eine Störungszone über Angoulême hinaus bis zur Île d’Yeu weiterverfolgen lässt. Nach Südosten geht sie ebenfalls in eine Störungszone über, die sich über Terrasson nach Meyssac fortsetzt. Möglicherweise kann sie auch mit der Lacassagne-Störung und der Souillac-Flexur in Verbindung gebracht werden.

## Stratigraphie des aufbauenden Schichtpakets
Im Kern des Antiklinals bei Sainte-Croix-de-Mareuil tritt Oberer Jura (Kimmeridgium) zu Tage – dünngebankte, kryptokristalline Kalke (Mikrite) der Formation j7-8 –, von dem nur die obersten 20 Meter aufgeschlossen sind. Nach einer großen Schichtlücke folgt 8 - 20 Meter mächtiges, transgressives Cenomanium (Formation c1-2) bestehend aus grünen Mergeln, die reich an Austern sind, und sandigen, Alveolinen-führenden Kalken. Das konkordant anschließende 55 - 65 Meter mächtige Turonium baut sich aus knolligen, kreidigen Kalken des Ligériens (Formation c3a) und den Rudistenkalken des Angoumiens auf (Formationen c3b und c3c). Das 50 – 65 Meter mächtige Coniacium (Formation c4) setzt sich hauptsächlich aus harten Fossilkalken zusammen. Zum Abschluss folgt 45 - 60 Meter mächtiges, kreidiges, teils glaukonithaltiges Santonium (Formationen c5a und c5b-c), das gelegentlich reich an Austernschill ist.
Nicht aufgeschlossen in der Antiklinale sind unterhalb des insgesamt 120 Meter mächtig werdenden Kimmeridgiums die Schichten des Oxfordiums und des Doggers (Bajocium und Bathonium, mit insgesamt 210 Meter Mächtigkeit). Unbekannt ist, ob darunter noch dünner Lias vorhanden ist.

## Zeitlicher Rahmen

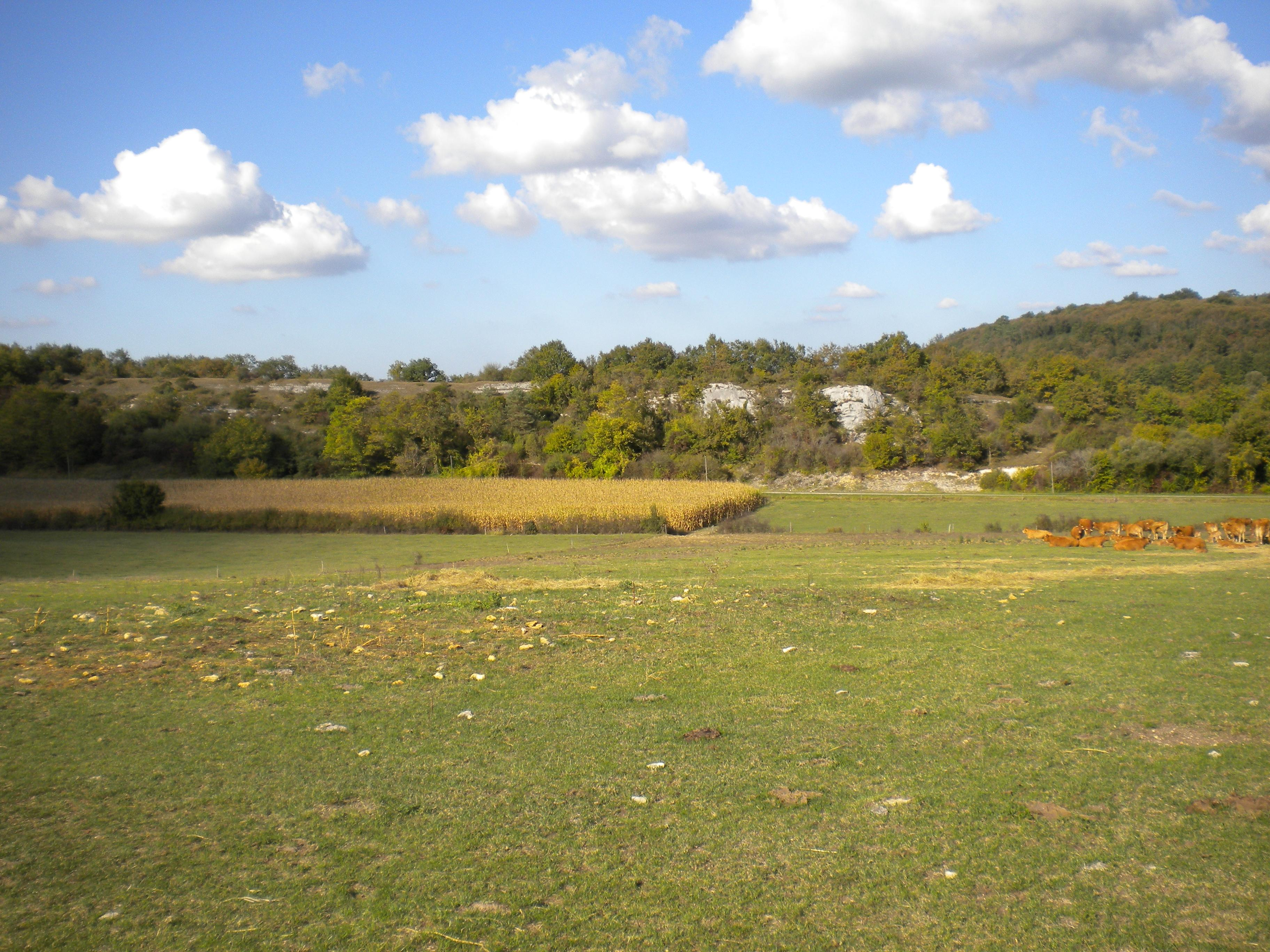
Das nordwestliche Ende der Mareuil-Antiklinale. Die Schichtstufe des Turoniums (Angoumien) fällt hier mit 35 ° nach NNO ein

Erste Bewegungen im Bereich der Mareuil-Antiklinale müssen bereits in der Unterkreide erfolgt sein, da ja das Cenoman mit einer Erosionsdiskordanz auf das Kimmeridgium folgt. Diese Bewegungen waren aber nicht nur an die Antiklinale gebunden, sondern von regionaler Bedeutung. Synsedimentäre Rutschungsvorgänge (engl. slumps) in Schichten des Turoniums lassen auf Bewegungen in der Mareuil-Antiklinale während dieses Zeitabschnitts schließen. Die Hauptbewegungsphase ist aber eindeutig nach dem Santonium erfolgt, da ja das gesamte Schichtpaket verformt wurde. Für die Entstehung der Antiklinalrücken wird von einer endcampanisch-maastrichtischen Phase am Ende der Kreide ausgegangen. Möglicherweise steht diese Hauptphase aber auch mit den Bewegungen in den Pyrenäen während des Eozäns/Oligozäns (Pyrenäenhauptphase) in Zusammenhang. Wie in den Pyrenäen erfolgten auch an der Mareuil-Antiklinale einengende, wenn nicht sogar transpressive Bewegungen. Bekanntlich erfassten die einengenden Bewegungen während der Pyrenäenorogenese selbst den Nordrand des Aquitanischen Beckens (gut zu sehen an Überschiebungen beispielsweise im Steinbruch von Saint-Martial-de-Valette).

## Bedeutung
Die Mareuil-Antiklinale bildet Teil der Antiklinalrücken im nördlichen Aquitanischen Becken, die im Wesentlichen der armorikanischen Richtung NW-SO folgen und somit parallel zur Südarmorikanischen Scherzone laufen. Sehr wahrscheinlich teilen sie mit letzterer auch denselben, dextralen Bewegungssinn. Bemerkenswert ist ferner die parallele Staffelung der Rücken mit nahezu identischen
Abständen im Dekakilometerbereich (15 bis 20 Kilometer). Eine Ausnahme in diesem Schema bildet die La-Tour-Blanche-Antiklinale, die eine örtliche Verengung (auf 8 Kilometer) darstellt.
Interessant in diesem Zusammenhang ist die Beobachtung von horizontaler Harnischstriemung, die auf ein horizontales Verrutschen des Sedimentpakets schließen lässt, wahrscheinlich bedingt durch horizontale transpressive Einengungen.

## Photogalerie

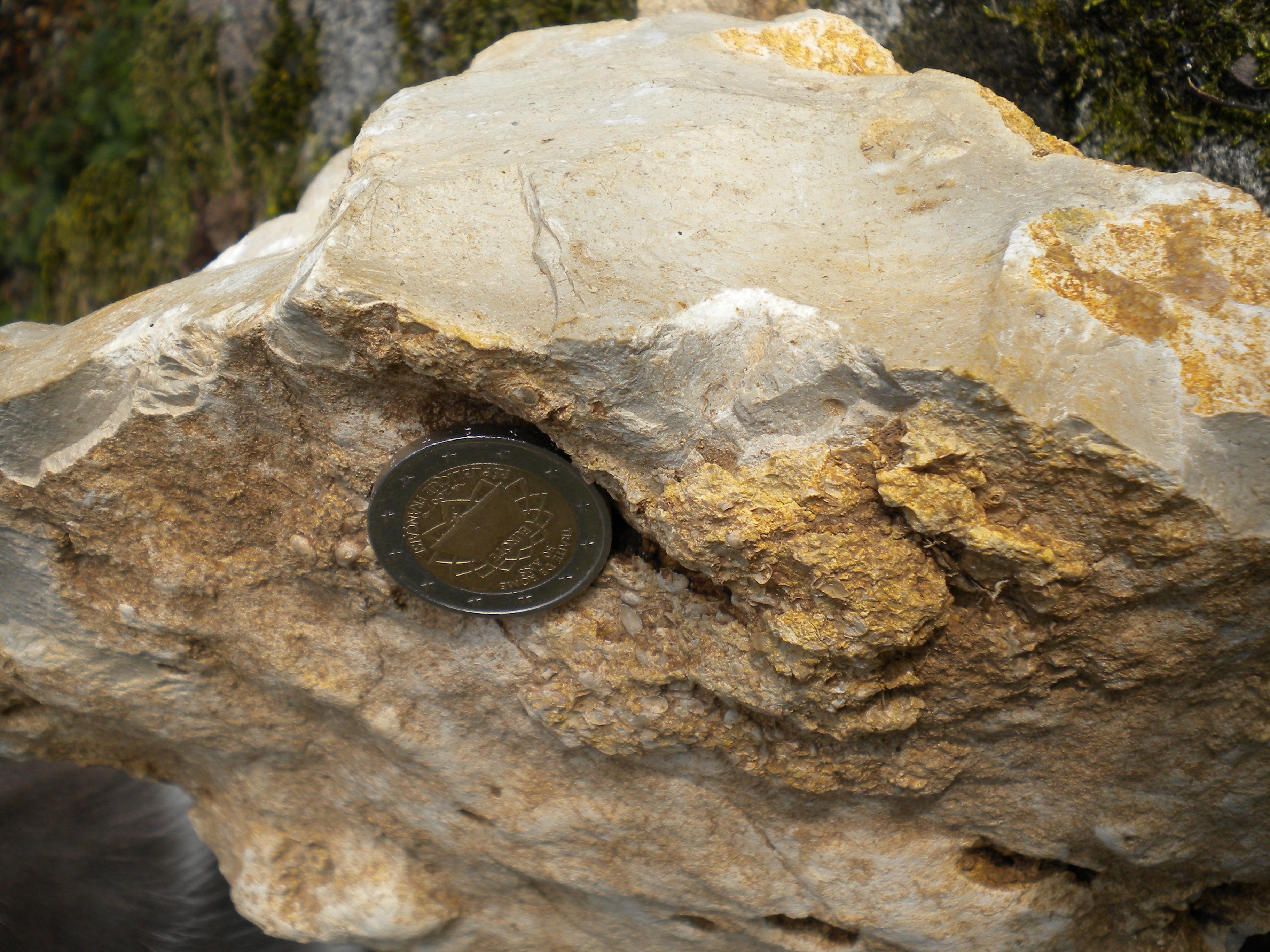
Kimmeridgium im Herzen des Antiklinals bei Sainte-Croix-de-Mareuil
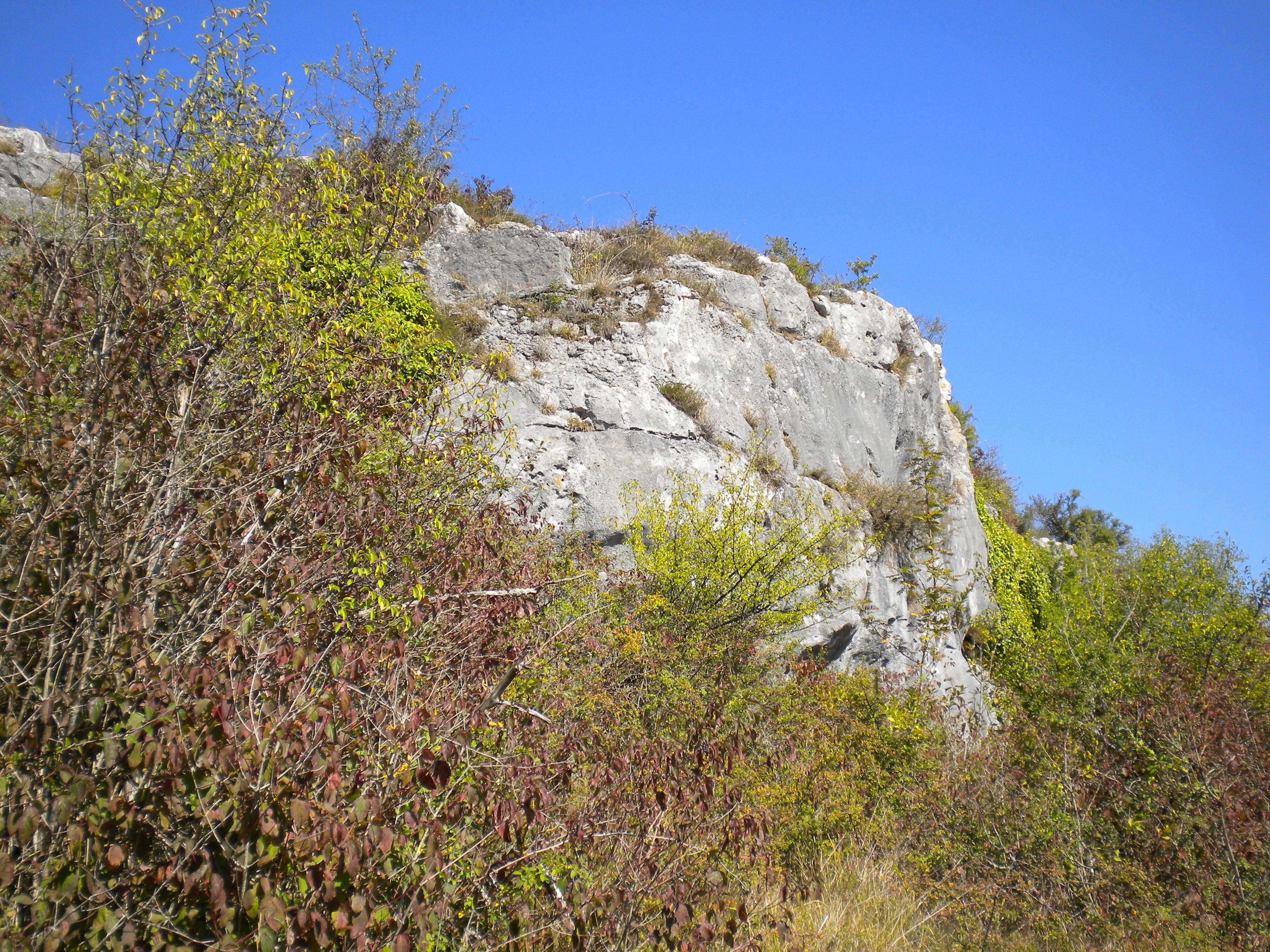
Typisches Angoumien bei Font Grand in Mareuil
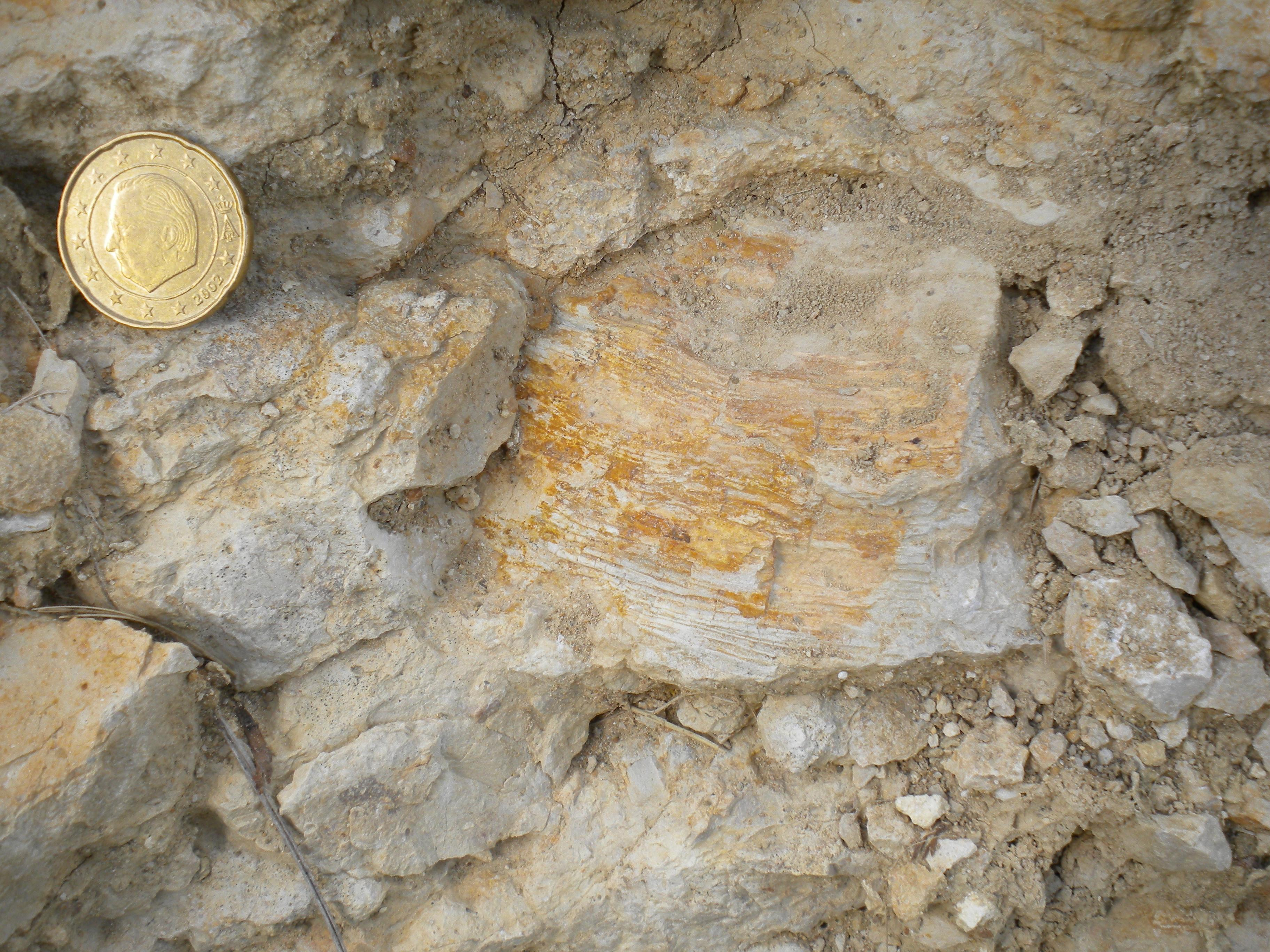
Ligerien südöstlich von Mareuil mit horizontaler Harnischstriemung